# Miroslav Štefek
Miroslav Štefek (7. března 1916, Líně u Plzně – 13. dubna 1969, Praha) byl český hornista.

## Život
V letech 1933–36 studoval na Hudební škole v Plzni u Antonína Hlaváčka, poté na pražské konzervatoři (1936–40) a na AMU (1949–51) u Emanuela Kauckého.
V roce 1939 byl členem orchestru Zemského divadla v Brně. Od roku 1942 až do své smrti působil jako 1.hornista v České filharmonii. Svými mimořádnými interpretačními výkony získával vždy obdiv dirigentů i odborné kritiky, patří k legendám české dechové školy.
Od roku 1940 vystupoval také jako sólista. Na festivalu Pražské jaro a přehlídkách koncertního umění provedl koncerty W.A. Mozarta, F.A.Rösslera-Rosettiho, J. V. Sticha, Richarda Strausse, ale i řadu premiér soudobých českých skladatelů (např. J. Pauera, I. Hurníka).
Stejně všestranný byl jako komorní hráč. Od r. 1946 byl členem Českého dechového kvinteta filharmoniků, působil v Pražském dechovém kvintetu a v Komorním sdružení profesorů konzervatoře. Významná je i jeho spolupráce se souborem Ars rediviva: podílel se např. na první československé souborné nahrávce Bachových Braniborských koncertů (koprodukce Supraphon/Columbia 1965).
Jako sólista a komorní hráč uskutečnil řadu nahrávek pro gramofonové společnosti a rozhlas, z nichž mnohé získaly prestižní ocenění. Souborné nastudování Rejchových Trií pro lesní roh, na němž se spolu s Miroslavem Štefkem podíleli i další cornisté České filharmonie Vladimír Kubát a Alexandr Cír, bylo v rámci edice Musica Antiqua Bohemica v r.1961 vyznamenáno cenou Akademie Charlese Crose.
V letech 1949–57 vyučoval Miroslav Štefek externě na pražské konzervatoři.

### Rodina
V roce 1945 (30. června) se v kostele svatého Jindřicha oženil se svou ženou Marií, rozenou Čížkovou.